# NGC 4524
NGC 4524 ist eine Balken-Spiralgalaxie vom Hubble-Typ SBbc im Sternbild Rabe. Sie ist schätzungsweise 207 Millionen Lichtjahre von der Milchstraße entfernt.
Das Objekt wurde am 9. März 1828 von dem Astronomen John Herschel entdeckt.